# Mai Hontama
Mai Hontama (本玉真唯?, Hontama Mai; Tokyo, 30 agosto 1999) è una tennista giapponese.

## Carriera
Mai Hontama si è aggiudicata in carriera 4 titoli in singolare e 5 titoli in doppio nel circuito ITF. In singolare ha raggiunto la 105ª posizione il 5 agosto 2024, mentre in doppio la 109ª il 6 novembre 2023.
La Hontama ha fatto il suo debutto nel circuito WTA al Chicago Fall Tennis Classic 2021, dove ha raggiunto i quarti di finale partendo dalle qualificazioni.

## Statistiche WTA

### Doppio

#### Sconfitte (1)
| Legenda              |
| -------------------- |
| Grande Slam (0)      |
| Argenti Olimpici (0) |
| WTA Finals (0)       |
| WTA Elite Trophy (0) |
| Dal 2021             |
| WTA 1000 (0)         |
| WTA 500 (0)          |
| WTA 250 (1)          |

| N. | Data            | Torneo                | Superficie | Compagna            | Avversarie in finale        | Punteggio           |
| 1. | 21 ottobre 2023 | Jasmin Open, Monastir | Cemento    | Natalija Stevanović | Sara Errani Jasmine Paolini | 6-2, 6(4)-7, [6-10] |

## Statistiche ITF

### Singolare

#### Vittorie (4)
| Torneo $100.000 (0) |
| Torneo $80.000 (0)  |
| Torneo $75.000 (0)  |
| Torneo $60.000 (1)  |
| Torneo $50.000 (0)  |
| Torneo $40.000 (1)  |
| Torneo $25.000 (2)  |
| Torneo $15.000 (0)  |
| Torneo $10.000 (0)  |

| N. | Data            | Torneo                         | Superficie  | Avversaria in finale | Punteggio        |
| 1. | 9 maggio 2021   | Salinas Copa Telconet, Salinas | Cemento     | Carol Zhao           | 7-5, 6-1         |
| 2. | 27 giugno 2021  | Porto Open, Porto              | Cemento     | Anastasija Tichonova | 6-4, 6-3         |
| 3. | 6 novembre 2022 | NSW Open, Sydney               | Cemento     | Petra Hule           | 7-6(1), 3-6, 7-5 |
| 4. | 26 marzo 2023   | TK Brankit Open, Maribor       | Cemento (i) | Clara Tauson         | 6-4, 3-6, 6-4    |

#### Sconfitte (5)
| Torneo $100.000 (0) |
| Torneo $80.000 (0)  |
| Torneo $75.000 (0)  |
| Torneo $60.000 (1)  |
| Torneo $50.000 (0)  |
| Torneo $40.000 (0)  |
| Torneo $25.000 (2)  |
| Torneo $15.000 (2)  |
| Torneo $10.000 (0)  |

| N. | Data             | Torneo                                                    | Superficie  | Avversaria in finale | Punteggio     |
| 1. | 2 settembre 2018 | Noto Wakura International Women's Open Tennis, Nanao      | Sintetico   | Ayano Shimizu        | 3-6, 1-6      |
| 2. | 8 marzo 2020     | Keio Challenger International Tennis Tournament, Yokohama | Cemento     | Yuriko Miyazaki      | 5-7, 7-5, 2-6 |
| 3. | 21 marzo 2021    | MTA Open Series, Adalia                                   | Terra rossa | Jang Su-jeong        | 6–4, 3–6, 2–6 |
| 4. | 28 marzo 2021    | MTA Open Series, Adalia                                   | Terra rossa | Cristina Dinu        | 2–6, 3–6      |
| 5. | 17 maggio 2025   | Empire Trnava Cup, Trnava                                 | Terra rossa | Tamara Korpatsch     | 6-1, 4-6, 4-6 |

### Doppio

#### Vittorie (5)
| Torneo $100.000 (1) |
| Torneo $80.000 (0)  |
| Torneo $75.000 (0)  |
| Torneo $60.000 (3)  |
| Torneo $50.000 (0)  |
| Torneo $40.000 (0)  |
| Torneo $25.000 (1)  |
| Torneo $15.000 (0)  |
| Torneo $10.000 (0)  |

| N. | Data              | Torneo                                            | Superficie  | Compagna        | Avversarie in finale                   | Punteggio        |
| 1. | 10 settembre 2022 | Santarém Magnesium K Active Ladies Open, Santarém | Cemento     | Maddison Inglis | Suzan Lamens Anastasija Tichonova      | 6-0, 6-4         |
| 2. | 5 febbraio 2023   | Caterpillar Burnie International, Burnie          | Cemento     | Eri Hozumi      | Arina Rodionova Ena Shibahara          | 4-6, 6-3, [10-6] |
| 3. | 18 marzo 2023     | Wiphold International, Pretoria                   | Cemento     | Alice Tubello   | Sofia Costoulas Dalila Spiteri         | 6-3, 6-3         |
| 4. | 20 maggio 2023    | Open Villa de Madrid, Madrid                      | Terra rossa | Eri Hozumi      | Eleni Christofi Despoina Papamichaīl   | 6-0, 7-5         |
| 5. | 3 giugno 2023     | Internazionali Femminili di Brescia, Brescia      | Terra rossa | Moyuka Uchijima | Alëna Fomina-Klotz Olivia Tjandramulia | 6-1, 6-0         |

#### Sconfitte (4)
| Torneo $100.000 (1) |
| Torneo $80.000 (0)  |
| Torneo $75.000 (0)  |
| Torneo $60.000 (1)  |
| Torneo $50.000 (0)  |
| Torneo $40.000 (0)  |
| Torneo $25.000 (1)  |
| Torneo $15.000 (0)  |
| Torneo $10.000 (1)  |

| N. | Data             | Torneo                                                                     | Superficie  | Compagna       | Avversarie in finale                  | Punteggio        |
| 1. | 2 novembre 2016  | Thailand ITF Women's Pro Circuit, Distretto di Hua Hin                     | Cemento     | Yukina Saigo   | Nudnida Luangnam Varunya Wongteanchai | 5–7, 3–6         |
| 2. | 12 novembre 2022 | Yokohama Keio Challenger Women's International Tennis Tournament, Yokohama | Cemento     | Han Na-lae     | Saki Imamura Naho Sato                | 4-6, 6-4, [5-10] |
| 3. | 20 novembre 2022 | Ando Securities Open, Tokyo                                                | Cemento (i) | Junri Namigata | Hsieh Yu-chieh Jessy Rompies          | 4-6, 3-6         |
| 4. | 13 agosto 2023   | Koser Jeweler Tennis Challenge, Landisville                                | Cemento     | Olivia Gadecki | Sophie Chang Julija Starodubceva      | w/o              |